# Luis Valdez
Pour le joueur de baseball, voir Luis Valdez (baseball).
Luis Valdez est un réalisateur et dramaturge américain, né le 26 juin 1940  à Delano (Californie).

## Filmographie
- 1969 : I Am Joaquin
- 1976 : Visions (TV) (série télévisée)
- 1976 : El Corrido: Ballad of a Farmworker (TV)
- 1981 : Zoot Suit
- 1982 : Chicanos story (Zoot Suit)
- 1987 : Corridos: Tales of Passion & Revolution (TV)
- 1987 : La Bamba
- 1988 : CBS Summer Playhouse (série télévisée)
- 1991 : Great Performances (série télévisée)
- Los mineros (1991), narrator.
- 1994 : The Cisco Kid (en) (TV)
- Ballad of a Soldier (2000), actor.
- Cruz Reynoso: Sowing the Seeds of Justice (2000), narrator
  - Coco (2017), voice actor

## Pièce de théâtre
- 1971 : La Tête rétrécie de Pancho Villa[2],[3]